# Hồng Kỳ (ca sĩ)
Hồng Kỳ (1955 - ) là nghệ sĩ sân khấu, nam ca sĩ người Việt Nam, ông được nhiều thế hệ thiếu nhi biết đến với ca khúc Alibaba.

## Tiểu sử
Bùi Hồng Kỳ sinh năm 1955, trong một gia đình nhà giáo, là con thứ hai trong số 5 anh chị em, tại phố Hàng Bè, Hà Nội, ông bộc lộ năng khiếu ca hát từ khi 5-6 tuổi.

## Sự nghiệp
Năm 1964, Hồng Kỳ tham gia Câu lạc bộ Thiếu nhi Thủ đô, cùng thời với Như Quỳnh. Năm 1965 ông bắt đầu hát trên sóng phát thanh của Đài Tiếng nói Việt Nam, và gia nhập đội Sơn Ca của đài. Vì chuyện gia đình mà năm 1972, ông không được học trường âm nhạc dù có điểm cao, cũng như không được nhập ngũ vì không đủ tiêu chuẩn. Ban đầu ông công tác tại Đoàn Ca nhạc Đài Tiếng nói Việt Nam, rồi chuyển sang Đoàn Văn công đường sắt và Liên đoàn xiếc.
Ngoài ca hát, Hồng Kỳ còn biết chơi trống, trong thời gian này ông gia nhập một bạn nhạc và được biết đến với bài hát "Điệu nhảy trên trống”. Năm 1980, ông là nghệ sĩ đầu tiên được vào biên chế của Nhà hát Tuổi trẻ và bắt đầu giành được nhiều giải thưởng ở thứ hạng cao, ông thuộc trong số học viên Đại học tại chức khóa đầu tiên tại Nhạc viện Hà Nội (niên khóa 1985-1990).
Năm 1982, Hồng Kỳ đoạt giải nhì tại Liên hoan tiếng hát toàn quốc. Hồng Kỳ còn tham gia diễn hài kịch, và thường xuyên tham gia các chương trình phục vụ thiếu nhi. Hồng Kỳ được mệnh danh là “ca sĩ của tuổi thơ”, được các thế hệ khán giả nhỏ tuổi biết đến với "Alibaba", "Lời tâm sự của chú gà trống", "Tí sún"...
Ông được phong tặng danh hiệu Nghệ sĩ ưu tú năm 2001.

## Đời tư
NSƯT Hồng Kỳ sống tại Hà Nội cùng vợ từng là một giáo viên, họ có hai người con gái.
Hồng Kỳ được biết đến với sở thích sưu tập xe Vespa.

## Ghi nhận

### Giải thưởng
| Năm  | Sự kiện                                              | Kết quả         | Chú thích                                                     |
| ---- | ---------------------------------------------------- | --------------- | ------------------------------------------------------------- |
| 1981 | Hội diễn Ca múa nhạc chuyên nghiệp toàn quốc         | Huy chương Vàng | tiết mục "Mùa xuân và tuổi trẻ"                               |
| 1982 |                                                      | Giải nhì        | Bài hát "Điệu nhảy trên trống"                                |
| 1983 | Hội diễn Ca múa nhạc chuyên nghiệp toàn quốc         | Huy chương Vàng | [ 7 ]                                                         |
| 1984 | Giải thưởng của Trung ương đoàn Thanh niên Tiệp Khắc | Đoạt giải       | tiết mục "Sông Đakrông mùa xuân về" theo phong cách nhạc rock |
| 1985 | Hội diễn Ca múa nhạc chuyên nghiệp toàn quốc         | Huy chương Vàng | [ 7 ]                                                         |

### Vinh danh
Năm 2001, Hồng Kỳ được phong danh hiệu Nghệ sĩ Ưu tú
Năm 2013, được phong tặng Huân chương Lao động hạng ba